# 420 Bertholda
420 Bertholda este un asteroid din centura principală, descoperit pe 7 septembrie 1896, de Max Wolf.